# Tockus kempi
Il buceretto beccorosso occidentale (Tockus kempi (Tréca & Érard, 2000)) è un uccello della famiglia dei Bucerotidi originario dell'Africa occidentale, fino a poco tempo fa considerato una sottospecie del buceretto beccorosso (T. erythrorhynchus).

## Descrizione

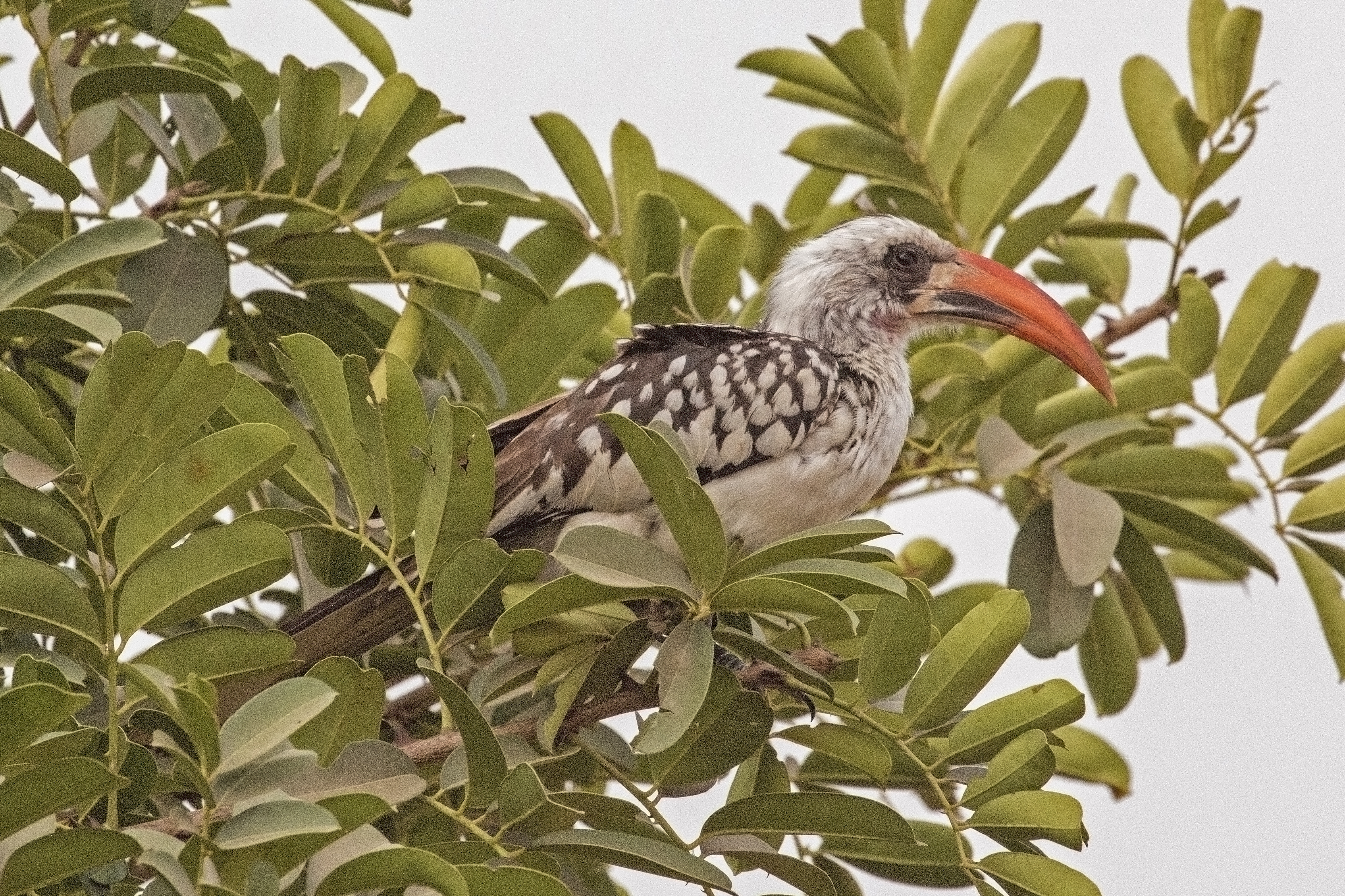
Un maschio in Gambia.

### Dimensioni
Misura 35 cm di lunghezza, per un peso di 182 g nel maschio e di 148 g nella femmina.

### Aspetto
Questo piccolo bucero bianco e nero si distingue principalmente per le ali maculate, le timoniere esterne bianche e il lungo becco ricurvo rosso. Si differenzia dal buceretto beccorosso (T. erythrorhynchus), altrimenti quasi identico, per le minori dimensioni e una maschera facciale nera. Contrariamente a quello della maggior parte delle altre specie di bucero, il becco non è sormontato da un casco cavo. La pelle nuda che circonda l'occhio e che ricopre la gola varia dal rosa al giallastro. Gli occhi sono marroni.
La femmina è più piccola del maschio; più piccola è anche la macchia nera che adorna il ramo inferiore del becco. I giovani assomigliano al maschio adulto, ma hanno il becco più corto e di colore arancio chiaro.

### Voce
Il buceretto beccorosso occidentale emette degli starnazzii simili a dei kok-kok-kok-kokok-kokok-koko che aumentano di cadenza e volume.

## Biologia
I buceretti beccorosso occidentali trovano la maggior parte del nutrimento a terra. Catturano i piccoli insetti scavando nello sterco e tra i detriti.
Si uniscono spesso in gruppi misti e in certe regioni, durante la stagione secca, si radunano in stormi che possono comprendere varie centinaia di individui. In particolare nelle regioni aride che costeggiano il sud del Sahara possono intraprendere dei movimenti migratori, ma non su grande distanza.

### Alimentazione
I buceretti beccorosso occidentali si nutrono di coleotteri, termiti, larve di mosca e cavallette. Gli invertebrati costituiscono la maggior parte della loro dieta, ma questi uccelli non disdegnano piccoli vertebrati come gechi, nidiacei e roditori. Mangiano anche alcuni frutti e, durante la stagione secca, sembrano apprezzare i semi.

### Riproduzione

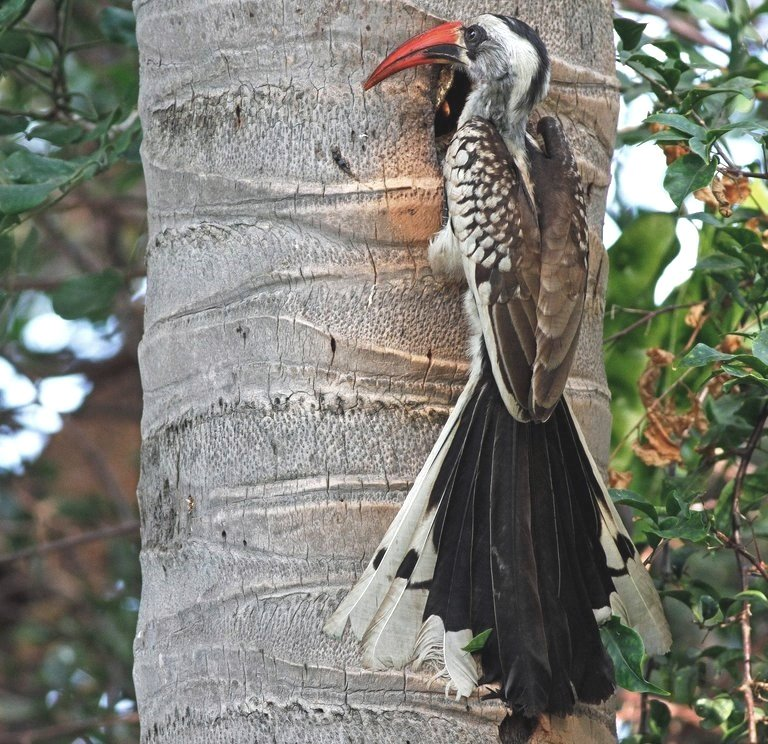
Un maschio presso l'entrata del nido (Gambia).

La deposizione delle uova ha luogo generalmente dalle 4 alle 7 settimane dopo l'inizio della stagione delle piogge. La stagione della nidificazione si protrae da marzo a novembre. Le coppie difendono accanitamente il loro territorio. Il nido è situato nella cavità naturale di un albero ad un'altezza compresa tra 30 centimetri e 9 metri dal suolo. Utilizzano anche nidi abbandonati di barbetti o di picchi o alveari situati all'interno di un vecchio ceppo.
L'interno del nido viene rivestito con foglie verdi o con alcuni pezzi di corteccia ed erba secca. Il maschio si occupa della scelta del sito di nidificazione e assiste la compagna trasportandole i materiali che verranno utilizzati per sigillare l'ingresso. Infatti, una volta deposte le uova, la femmina chiude l'entrata del nido con i propri escrementi e con resti di cibo. Talvolta non esita a impossessarsi del nido di un'altra specie di bucero, anche se contiene già dei nidiacei.
La covata comprende da 2 a 7 uova che vengono deposte in un intervallo da 1 a 7 giorni. L'incubazione dura da 23 a 25 giorni e inizia non appena viene deposto il primo uovo. La femmina e i giovani vengono nutriti dal maschio grazie alla sottile apertura che questa ha lasciato quando si è chiusa nel nido con la sua covata. Tra 16 e 24 giorni dopo la schiusa, la madre rompe la parete che li tiene prigionieri ed emerge dall'entrata con il più vecchio dei nidiacei. L'involo definitivo ha luogo solo dopo 39-50 giorni. La femmina approfitta della permanenza nella cavità per effettuare la muta delle remiganti e delle timoniere.

## Distribuzione e habitat
I buceretti beccorosso occidentali occupano una fascia di territorio che dalla Mauritania meridionale e dal Senegambia giunge fino al delta interno del Niger. Frequentano le savane aperte e le zone alberate non troppo fitte, in particolare quelle dotate di un rado sottobosco. Visitano anche le aride boscaglie spinose. Nelle regioni sub-sahariane sembrano apprezzare i terreni accidentati e le zone collinari.